# Topònims d'Herba-savina
Llistat de topònims del territori de l'antic poble d'Herba-savina, de l'antic terme municipal d'Hortoneda de la Conca, actualment integrat en el de Conca de Dalt, del Pallars Jussà.

## Edificis

### Bordes
| - Borda de Grapes | - Borda del Manel | - Borda del Sant | - Borda del Tarrufa |

### Corrals
- Corral del Ton del Llarg

### Esglésies
- Sant Miquel d'Herba-savina

### Masies
- Cal Tardà

### Molins
- Lo Molinot

## Geografia

### Camps de conreu
| - Les Clots - Tros de Llinars | - Tros de Narriu de Tarrufa - Els Horts de l'Orcau | - La Parada - Les Salades | - Tros del Tardà |

### Cavitats
| - Espluga del Boter - Espluga del Canalot - Espluga de les Egües | - Espluga del Josep - Espluga del Madaleno | - Forat Negre (Herba-savina) - Espluga de l'Ordial | - Forat Roi - La Tuta |

### Clots
| - Clot dels Avellaners - Clot de Carabasser | - Clot de la Dona Morta | - Clot de Planers | - Clot del Todó |

### Collades
| - Pas del Banyader - Collades de Dalt | - Portell de Davall - Collada de Gassó | - Lo Grau | - Pas del Llop |

### Comes
- Coma de Planers

### Corrents d'aigua
| - Barranc de Baixera - Barranc de la Malallau - Llau dels Bancals - Llau del Canalot | - Llau de les Collades de Dalt - Llau d'Estobencs - Llau de Forat Roi - Llau de Joncarlat | - Llau del Joquer - Llau de la Pleta de les Barres - Llau de Pleta Torrent | - Llau del Pletiu Vell - Llau de Prat la Vall - Riu de Carreu |

### Diversos
| - Forat des Arts - Carabasser - La Cogulla - Lo Comellar - Els Cóms | - Enquitllar - Estobencs - Galliner - Les Gargalles Altes - La Gargallosa | - Les Grases - Joncarlat - Les Llaus - Matella del Serrat Blanc - Les Passades | - Pinata Fosca - Resteria - La Vinya de la Sala - Les Vinyes |

### Entitats de població
- Herba-savina

### Feixancs
| - La Feixa | - Feixans de Carabasset |  |  |

### Muntanyes
| - La Cogulla - Gallinova | - Montagut - Roca Redona | - Tossal del Senyal | - El Tossalet |

### Pales
| - Pala des Arts - Pala de la Berruga | - Pala de Font Freda - Pala del Moro | - Pala de Pedro | - Pala de la Tellera |

### Parcs naturals
- Reserva Nacional de Caça de Boumort

### Partides rurals
| - Serra de Boumort - Les Collades de Dalt | - Serrat de les Comelletes - Obaga de Gallinova | - Obaga d'Herba-savina - Prat la Vall | - La Teulera |

### Planes
| - Pla dels Cirerers | - Planell del Grau | - Pla del Tro |  |

### Pletes
| - Pleta de les Barres | - Pletiu dels Roquissos |  |  |

### Roques
| - Roc de la Feixa | - Roca Roja |  |  |

### Serres
| - Serrat de l'Agranador - Serrat des Bigues - Serrat Blanc - Serra de Boumort - Serra de Carreu | - Serrat de les Comelletes - Costa Gran - Serrat del Joquer - Serrat de la Malallau - Serra de Montagut | - Serrat de l'Oriol - Serra de Planell Ras - Serrat de Planers - Serrat del Pou - Serrat del Qüell | - Serrat de Resteria - Serrat de les Serretes - Serra de la Travessa - Serrat de les Boixegueres - Serrat del Vedat |

### Solanes
| - Les Solanes | - Solanes del Pla del Tro |  |  |

### Vies de comunicació
| - Camí de Carreu - Camí d'Herba-savina | - Pista del Grau - Camí Vell d'Herba-savina a la Molina | - Camí vell de Pessonada a Herba-savina - Pista del Portell | - Pista del Roc de Torrent Pregon |